# Pau (Italia)
Pau è un comune italiano di 263 abitanti della provincia di Oristano in Sardegna. È situato nell'area geografica denominata Alta Marmilla, sul versante occidentale del massiccio vulcanico del Monte Arci.

## Geografia fisica

### Territorio
Il territorio comunale vasto 1.408 ettari, ha una forma quasi rettangolare e confina con Ales (a Sud e a Ovest) Villa Verde (a Est) e Palmas Arborea (a Nord). La massima altitudine si raggiunge con Genna Spina (732 metri), l'abitato sorge a circa 310 m s.l.m.
Il territorio è caratterizzato da una morfologia dolce, bruscamente e scenograficamente interrotta da alte scarpate di origine vulcanica. Oltre alla ricchezza del paesaggio vulcanico, ai punti panoramici sul Campidano di Oristano, ma anche sulle Giare di Gesturi e Siddi, stupisce la varietà di paesaggi rurali. A Pau ogni viottolo e ogni sentiero, conducono il visitatore in un mondo antico, animato dal rumore delle greggi e delle tante e ricche sorgenti, dove l'uomo vive e lavora in equilibrio naturale.

### L'ossidiana
Il piccolo centro della Marmilla viene considerato a tutti gli effetti il "paese dell'ossidiana", vista la presenza diffusa su tutto il territorio di questa particolare e rara pietra di origine vulcanica.
Famosa per la sua unicità è la Scaba Crobina, menzionata già da La Marmora. Sa Scaba crobina letteralmente significa "Il sentiero corvino (nero)". Si trova a pochi chilometri dal centro abitato, all'interno del Parco Naturale del Monte Arci. Istituito di recente, il Museo Comunale dell'Ossidiana ospita fedeli riproduzioni di antichi utensili in ossidiana.
Ad oggi l'ossidiana ha acquisito un nuovo valore meno storico, ma più commerciale: infatti centri di lavorazione di questa pietra si trovano sul territorio, dedicati soprattutto alla creazione artigianale di gioielli incastonati in oro e di preziosi, molto ricercati perché unici nella bellezza della colorazione naturale della pietra vulcanica.

## Storia
I numerosi siti archeologici del territorio e le officine per l'estrazione e la lavorazione dell'ossidiana, testimoniano la presenza dell'uomo nel territorio fin dai tempi più antichi. Nelle località Su Pizzu de sa Campana, presso la chiesetta di Santa Prisca, si trovano le vestigia di un antico villaggio.
Nel Medioevo appartenne al Giudicato di Arborea, e fece parte della curatoria di Parte Usellus. 
Alla caduta del giudicato (1420) entrò a far parte del Marchesato di Oristano, e alla definitiva sconfitta degli arborensi (1478) passò sotto il dominio aragonese e fu incorporato nell'Incontrada di Parte Montis, occupato dalle truppe del feudatario di Quirra Berengario Bertran Carroz, che sposando Eleonora Manriquez ne ottenne ufficialmente dal re il controllo fino all'estinzione dei Bertran Carroz nel 1511.
Nel 1603 fu incorporato nel marchesato di Quirra, feudo prima dei Centelles fino al 1670, poi dei Català e infine (dal 1766) degli Osorio de la Cueva. Il paese fu riscattato agli ultimi feudatari nel 1839, con la soppressione del sistema feudale.

### Simboli
Lo stemma e il gonfalone del comune di Pau sono stati concessi con decreto del presidente della Repubblica del 31 maggio 1999.

## Monumenti e luoghi d'interesse

### Aree naturali
Boschi di lecci e sughero primeggiano nell'intero territorio comunale, laddove la mano dell'uomo non è intervenuta a modificare il terreno impiantando vigneti e frutteti.
L'intero territorio montano fa parte del Parco Naturale del Monte Arci, che cura la salvaguardia della faunistica mineralogica tradizionale.
Numerosi sentieri, utilizzati un tempo da cacciatori e pastori, permettono oggi di visitare il monte nei suoi aspetti più nascosti, scoprendo ad ogni passo le meraviglie naturali.

## Società

### Evoluzione demografica
Abitanti censiti

### Lingue e dialetti
La variante del sardo parlata a Pau è il campidanese occidentale.

## Amministrazione
| Periodo         | Periodo         | Primo cittadino    | Partito                                      | Carica  | Note |
| --------------- | --------------- | ------------------ | -------------------------------------------- | ------- | ---- |
| 31 maggio 2015  | 26 ottobre 2020 | Franceschino Serra | Lista civica "Insieme in democrazia"         | Sindaco |      |
| 26 ottobre 2020 | in carica       | Alessia Valente    | Lista civica "Per Pau insieme in democrazia" | Sindaco |      |